# Asger Sørensen (rektor)
Asger Sørensen (født 1. april 1939 i Nakskov, død 22. marts 2025) var en dansk rektor og lærebogsforfatter. Han var især kendt i gymnasiekredse indenfor religionsfaget, hvor han var formand for Religionslærerforeningen, fagkonsulent for Undervisningsministeriet og ligeledes fagkonsulent for faget på Gyldendal. Han var rektor for Gl. Hellerup Gymnasium i 20 år fra 1985 til 2005.

## Karriere
Asger Sørensen var født og voksede op i Nakskov og blev i 1957 student fra Nakskov Gymnasium. Derpå flyttede han som 18-årig til København for at læse ved universitet. Han havde overvejet teologi, men endte med at blive cand.mag. i dansk og kristendomskundskab. Et kirkeligt engagement fulgte ham hele livet. Han har taget initiativ til Danske Kirkedage, været næstformand i Det mellemkirkelige Råd, redaktør på radioprogrammet Ved dagens begyndelse på DR og næstformand for Kristeligt Dagblads bestyrelse. Som gymnasielærer var han også især kendt for sin indsats for religionsfaget i gymnasiet. Han var formand for Religionslærerforeningen, fagkonsulent for religion i Undervisningsministeriet og mangeårig fagkonsulent på Gyldendal. Her var han blandt andet med til at udgive Gyldendals Religionsleksikon.
Han var rektor for Gl. Hellerup Gymnasium 1985-2005.

## Privatliv
Sørensen blev i 1962 gift med Lise Birthe Holm. Som 80-årig havde han fire børn og 11 børnebørn og boede sammen med sin hustru på Frederiksberg.

## Hæder
Sørensen modtog i 1979 Søren Gyldendals Lærebogsforfatterlegat og i 1984 G.E.C. Gads Fonds Hæderspris. Han var optaget i Kraks blå bog og Ridder af Dannebrog.